# Getreidegasse (Salzburg)

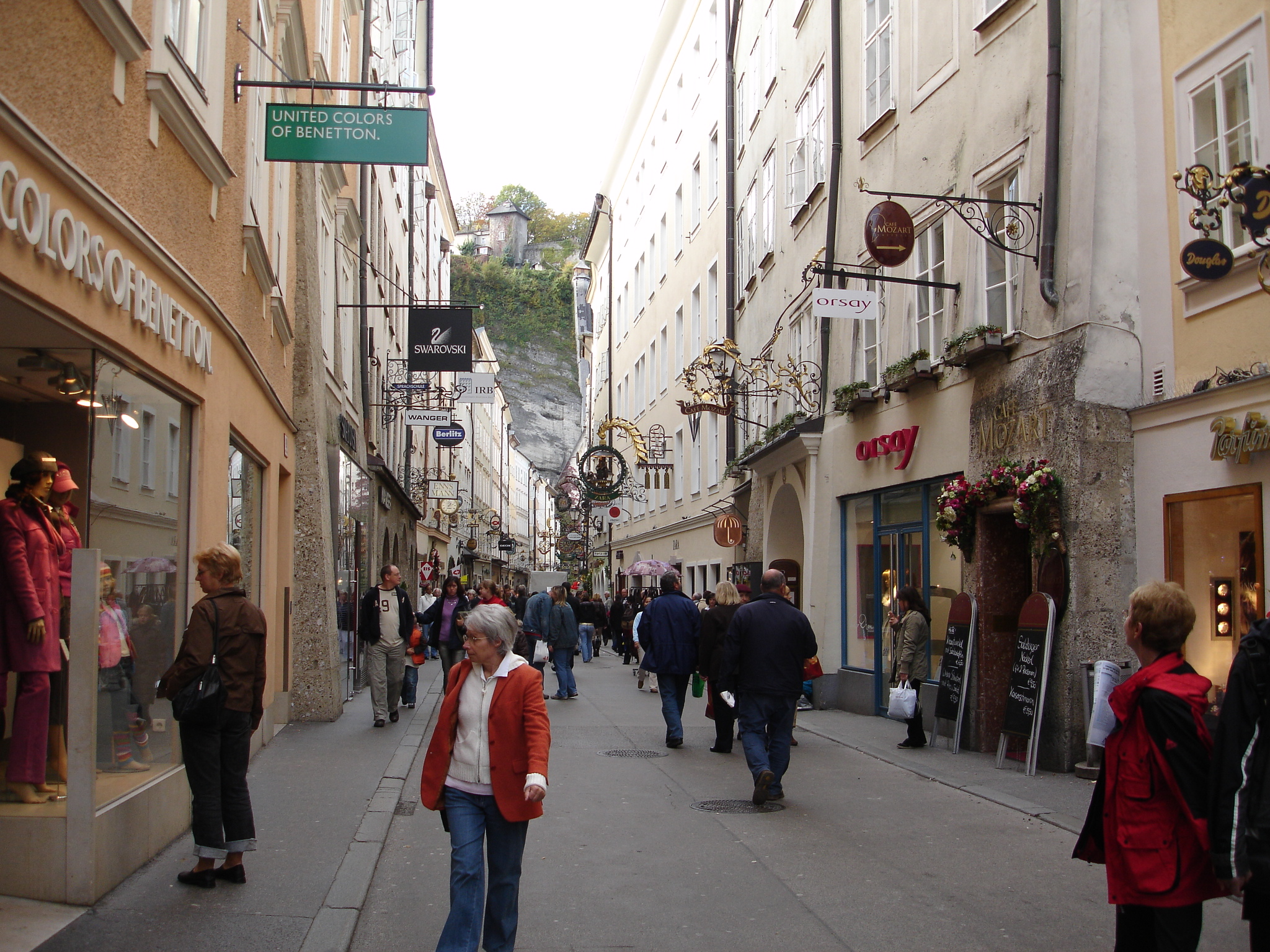
Cumpărători pe Getreidegasse, care este una dintre cele mai vechi străzi din Salzburg. Cele mai multe clădiri comerciale au agăţate de pereţi firme din fier forjat cu însemne ale breslelor.

Getreidegasse (în traducere literală Străduța de cereale) este o stradă comercială aglomerată din cartierul vechi al orașului austriac Salzburg. În casa de la nr. 9 s-a născut și a locuit până la vârsta de 17 ani faimosul compozitor austriac Wolfgang Amadeus Mozart. Denumită inițial Trabegasse (derivat din traben "trap"), numele său a fost schimbat de mai multe ori înainte de a deveni Getreidegasse.

## Prezentare generală
În fiecare zi, poate fi văzută pe stradă faimoasa "femeie cu păpuși" ce poartă în spate un coș maro. Ea este o doamnă pe nume Maria și a vândut păpuși aici încă din anul 1987.

## Imagini

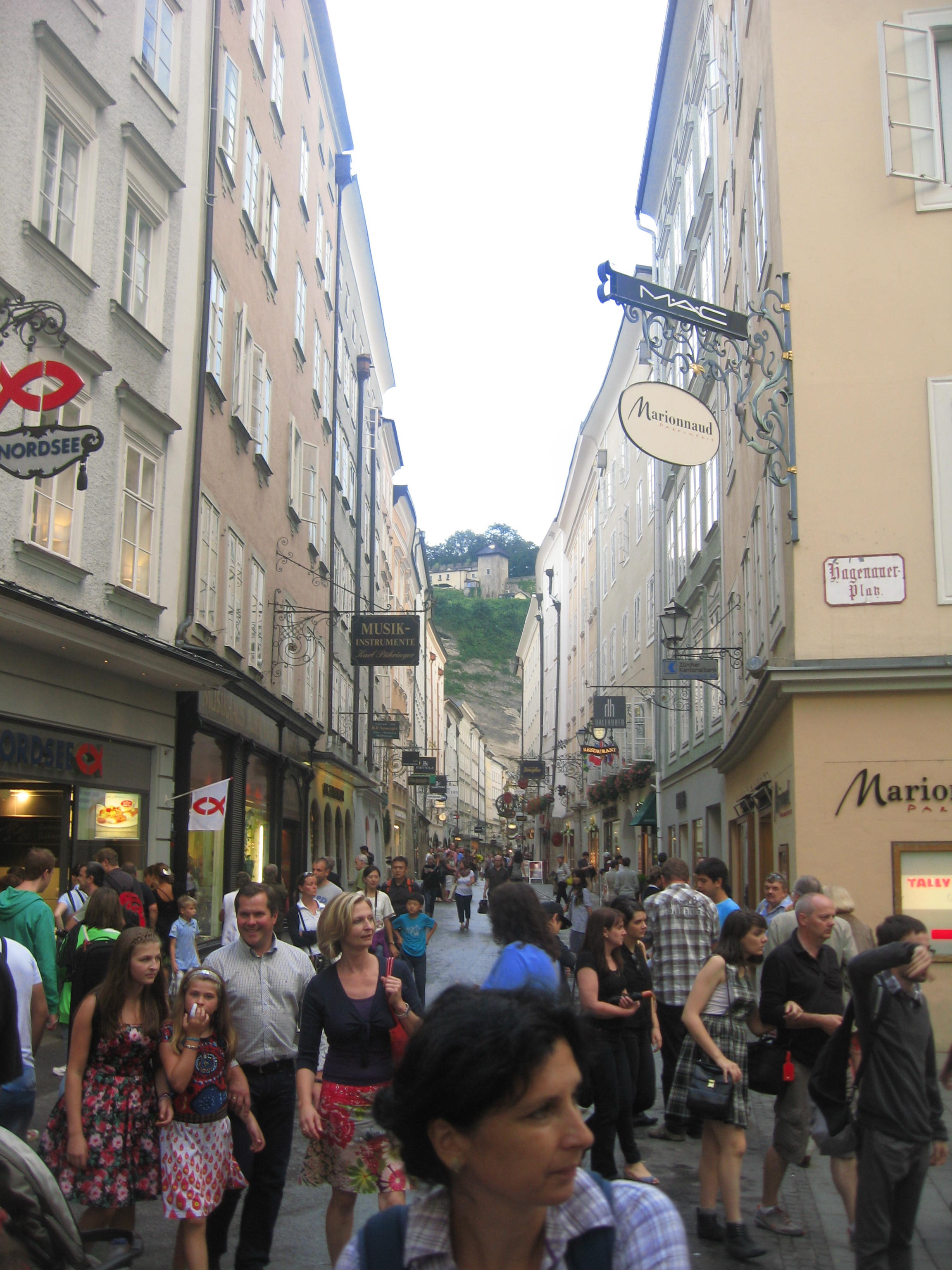
Getreidegasse văzută din Hagenauer Platz
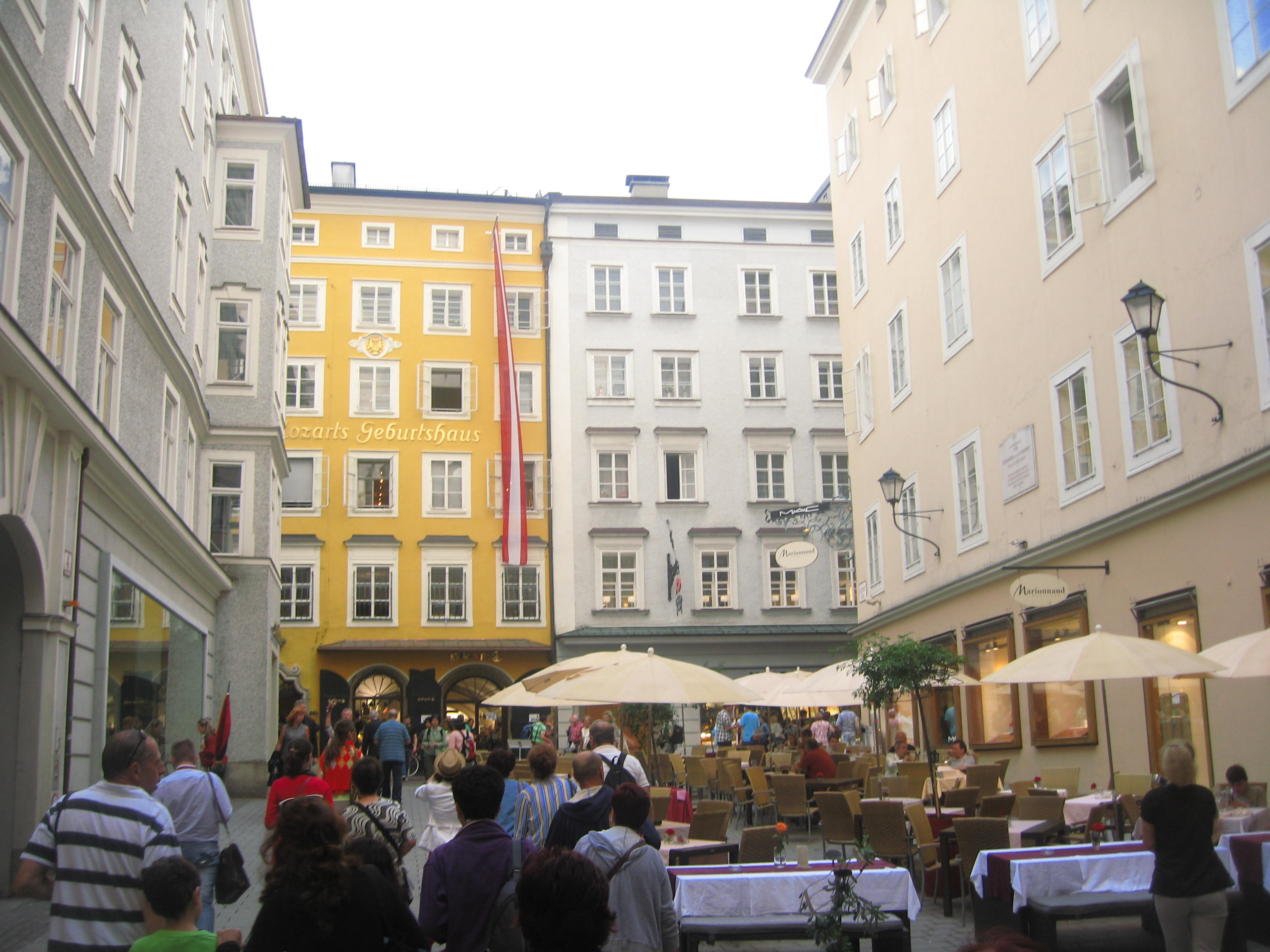
Hagenauer Platz cu casa în care s-a născut Mozart
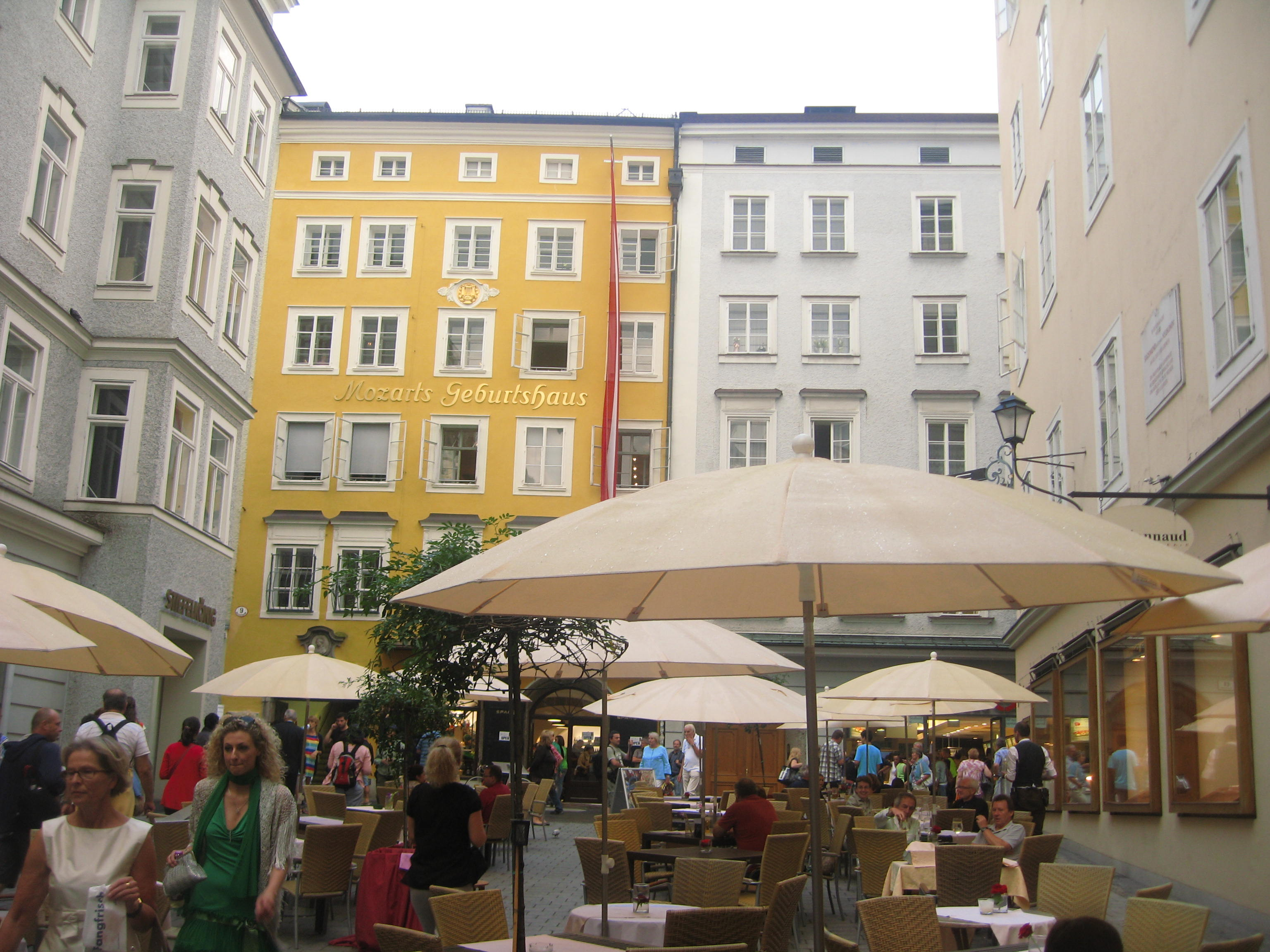
Casa în care s-a născut Mozart văzută din Hagenauer Platz
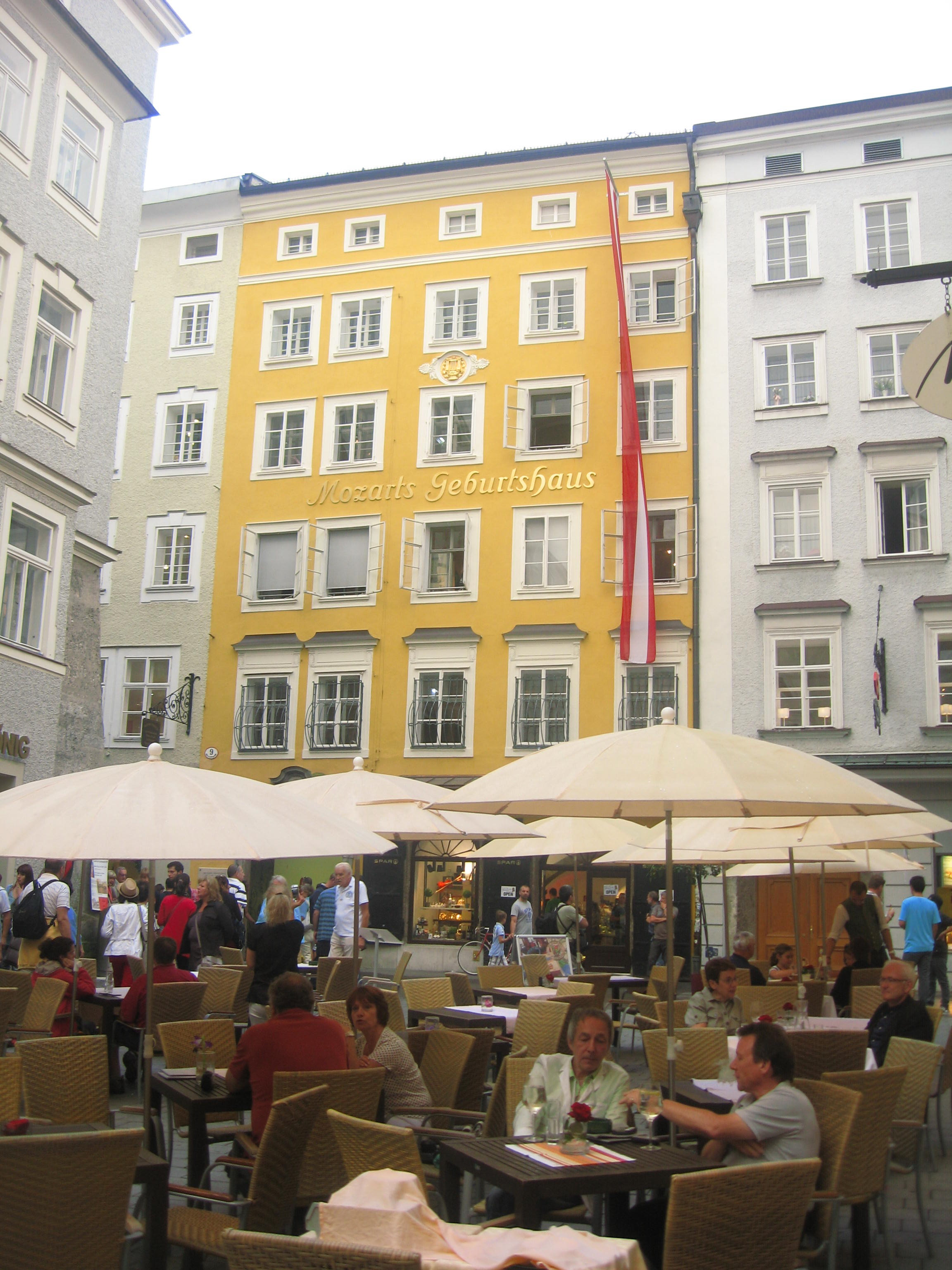
Casa în care s-a născut Mozart
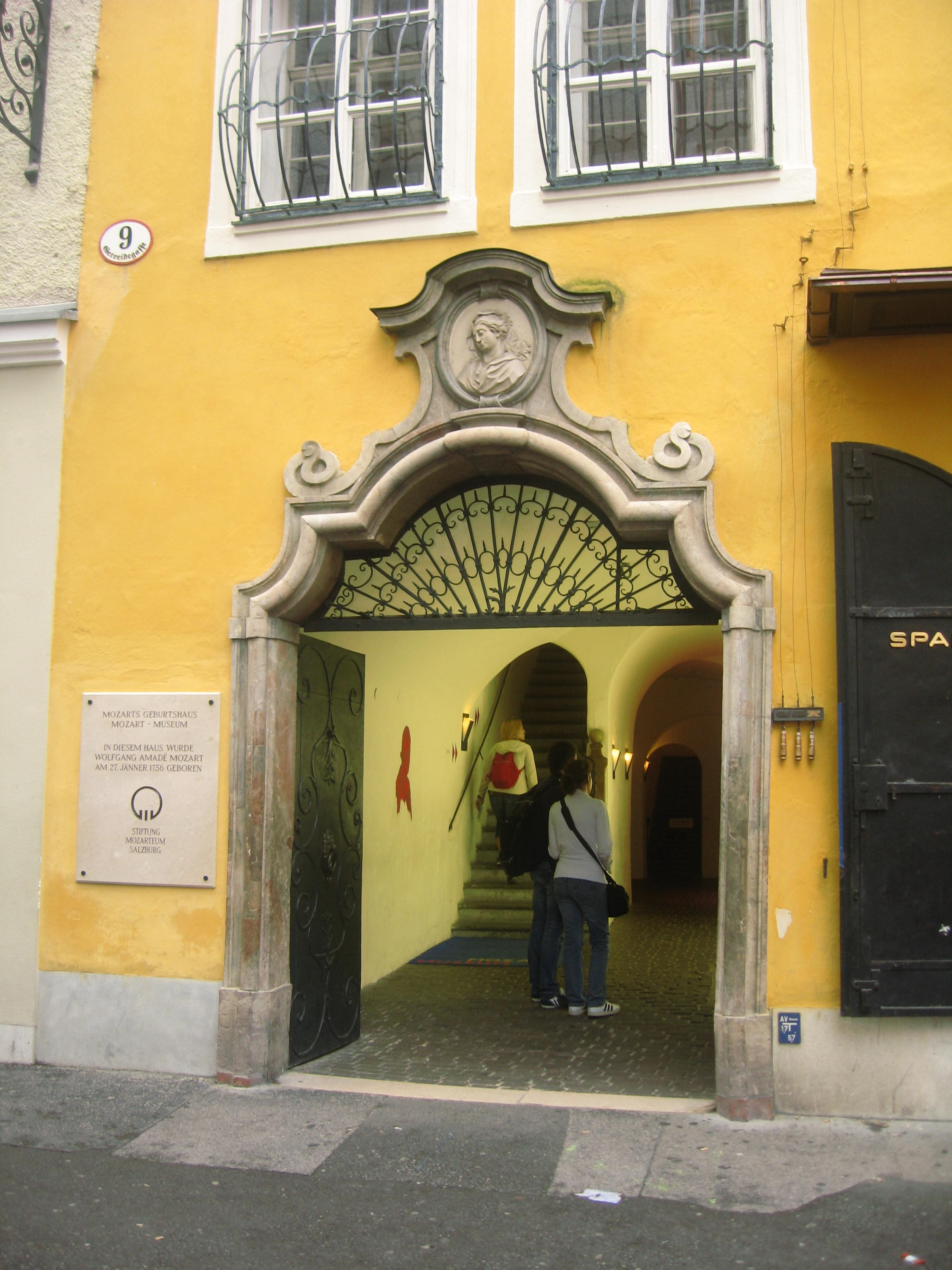
Portalul de intrare în casa în care s-a născut Mozart